# Агтдорп
Агтдорп (нід. Aagtdorp, нід. вимова: [ˈaːɣdɔr(ə)p]) — селище в нідерландській провінції Північна Голландія. Входить до муніципалітету Берген.
Його площа становить 9,62 км², а населення станом на 2021 рік складало 550 осіб.